# Liste von Söhnen und Töchtern der Stadt Guadalajara (Mexiko)
Diese Liste enthält in Guadalajara (Mexiko) geborene Persönlichkeiten. Ob sie im Weiteren in Guadalajara gewirkt haben, ist ohne Belang. Die Liste erhebt keinen Anspruch auf Vollständigkeit. Auffallend ist, dass die Mehrzahl von ihnen Fußballspieler (häufig aus dem Nachwuchsbereich des Club Deportivo Guadalajara) sind bzw. einen künstlerischen Beruf ausüben.

## 16. bis 19. Jahrhundert

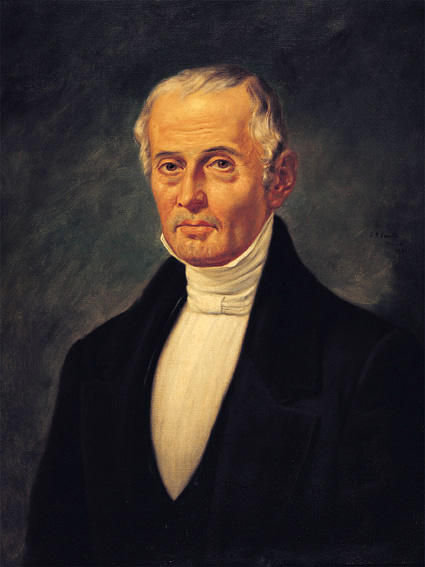
Valentín Gómez Farías
(1781–1858)

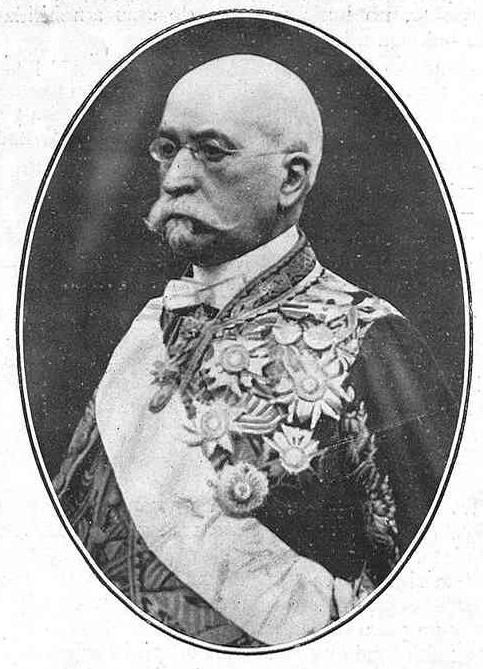
Ventura García Sancho Ibarrondo
(1837–1914)

- Gómez Suárez de Figueroa, duque de Feria (* 30. Dezember 1587; † 14. Januar 1634), spanischer Staatsmann und General
- Valentín Gómez Farías (* 14. Februar 1781; † 5. Juli 1858), Politiker und mehrmaliger interimistischer Präsident Mexikos
- José Justo Corro (1780/84–1864), Präsident Mexikos[1]
- Leonardo López Portillo (* 1820; † unbekannt), Botschafter
- Ignacio Vallarta (* 25. August 1830; † 31. Dezember 1893), Rechtsanwalt und Politiker
- Ventura García Sancho Ibarrondo (* 20. April 1837; † 22. Februar 1914), spanischer Politiker
- Atenógenes Silva y Álvarez Tostado (* 22. August 1848; † 21. Februar 1911), Erzbischof von Michoacán
- Manuel Azpeitia Palomar (* 8. Februar 1862; † 28. Februar 1935), römisch-katholischer Geistlicher und Bischof von Tepic
- Enrique Sattler (* 22. Mai 1863; † 6. November 1944), Chirurg in Bremen
- Carlos Deltour (* 8. April 1864; † 29. Mai 1920), französischer Ruderer
- Xavier Martínez (* 7. Februar 1869; † 13. Januar 1943), Maler
- Enrique González Martínez (* 13. April 1871; † 19. Februar 1952), Dichter[2]
- Eduardo Vigil y Robles (* 10. Februar 1875; † 15. Dezember 1945), Sänger, Dirigent, Arrangeur und Komponist
- Dr. Atl (* 3. Oktober 1875; † 15. August 1964), Vertreter des Muralismo
- Jesús Reyes Ferreira (* 17. Oktober 1880; † 5. August 1977), Maler
- Vicente Camacho y Moya (* 8. Juni 1886; † 18. Februar 1943), römisch-katholischer Bischof von Tabasco
- Roberto Montenegro Nervo (* 19. Februar 1887; † 13. Oktober 1968), Maler und Bildhauer
- José Garibi y Rivera (* 30. Januar 1889; † 27. Mai 1972), römisch-katholischer Erzbischof von Guadalajara
- Amado de la Cueva (* 6. Mai 1891; † 1. April 1926), Maler
- Juan Manuel Álvarez del Castillo (* 14. November 1891; † nach 1959), Botschafter
- Carlos Orozco Romero (* 1896; † 29. März 1984), Künstler
- Anastasio Prieto (* 15. Februar 1899; † 4. März 1963), Fußballspieler

## 20. Jahrhundert

### 1901–1910

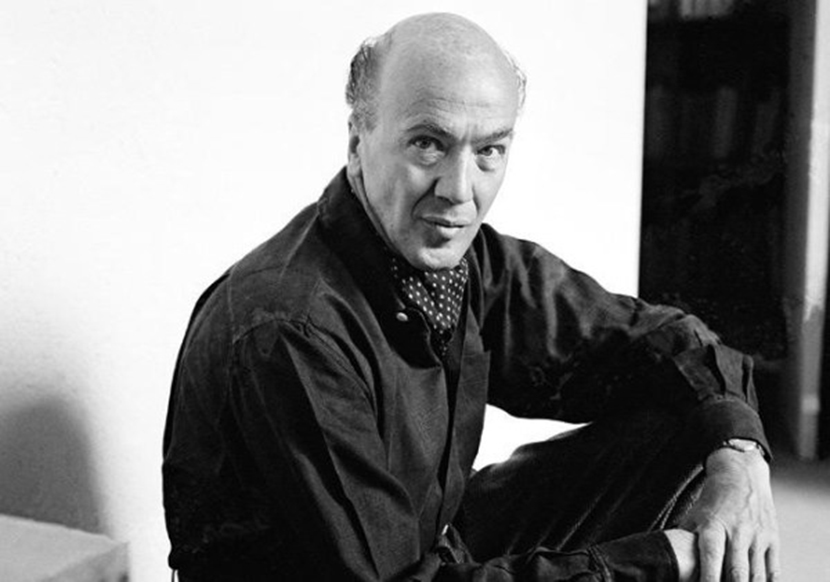
Luis Barragán Morfín
(1902–1988)

- Ramiro Álvarez Tostado (* 2. Januar 1901; † 28. März 1985 ebenda), Unternehmer
- Luis Barragán Morfín (* 9. März 1902; † 22. November 1988 in Mexiko-Stadt), Architekt
- Gonzalo Curiel (* 10. Januar 1904; † 4. Juli 1958), Pianist und Komponist
- Agustín Yáñez (* 4. Mai 1904; † 17. Januar 1980), Schriftsteller und Politiker
- Ignacio Díaz Morales (* 16. November 1905; † 3. September 1992 ebenda), Architekt und Bauingenieur
- Francisco Javier Nuño y Guerrero (* 3. Dezember 1905, † 1. Dezember 1983), Bischof von San Juan de los Lagos
- Pepe Guízar (* 12. Februar 1906; † 27. September 1980), Komponist
- Lucha Reyes (* 23. Mai 1906; † 25. Juni 1944), Ranchera-Sängerin und Schauspielerin
- Enrique de la Mora y Palomar (1907–1978), Architekt
- Hilario López (* 18. November 1907; † 23. Januar 1987), Fußballspieler
- Gabriel Ruiz (* 18. März 1908; † 31. Januar 1999 in Guadalajara), Komponist
- Jorge González Camarena (* 24. März 1908; † 24. Mai 1980 in Mexiko-Stadt), Maler und Bildhauer
- Fausto Prieto (* 6. September 1908; † 4. Juni 1993 ebenda), Fußballtorwart und -trainer
- Isabel Villaseñor (* 18. Mai 1909; † 13. März 1953), Bildhauerin, Malerin und Graphikerin

### 1911–1920
- Evaristo Cárdenas (* 1911; † 28. Mai 1996), Fußballspieler und Fußballfunktionär
- José Pablo Moncayo (* 29. Juni 1912; † 16. Juni 1958 in Mexiko-Stadt), Komponist und Dirigent
- Hugo Borja (* 18. Juli 1912), Basketballspieler[3]
- José Martínez (* 24. Dezember 1912; † 17. September 1989), Fechter[4]
- Griselda Álvarez (* 5. April 1913; † 26. März 2009 in Mexiko-Stadt), Schriftstellerin und Politikerin
- Carlos Borja (* 23. Mai 1913; † 25. November 1982), Basketballspieler[5]
- Andrés Gómez (* 30. November 1913; † 26. Juli 1991), Basketballspieler[6]
- Luis Reyes Ayala (* 1914; † 27. Januar 2008 ebenda), Fußballspieler
- Raúl Anguiano (* 26. Februar 1915; † 13. Januar 2006 in Mexiko-Stadt), Wandmaler
- Fernando Romo Gutiérrez (* 18. Juni 1915; † 15. Dezember 2007), römisch-katholischer Bischof
- Ignacio Trelles (* 30. Juli 1916; † 24. März 2020 in Mexiko-Stadt), Fußballspieler und -trainer
- Guillermo González Camarena (* 17. Februar 1917; † 18. April 1965), Erfinder
- Benito Ramos (* 1918), Fechter[7]
- Victorino Vázquez (1918–1989), Fußballspieler
- Teófilo García (* 1919; † 20. April 2004), Fußballspieler
- Max Prieto (* 28. März 1919; † 30. Mai 1998), Fußballspieler
- Juan Soriano (* 18. August 1920; † 10. Februar 2006 in Mexiko-Stadt), Maler und Bildhauer
- Donaciano González Gómez (* 1920), Botschafter
- Reyes Sánchez (* um 1920), Fußballspieler

### 1921–1930

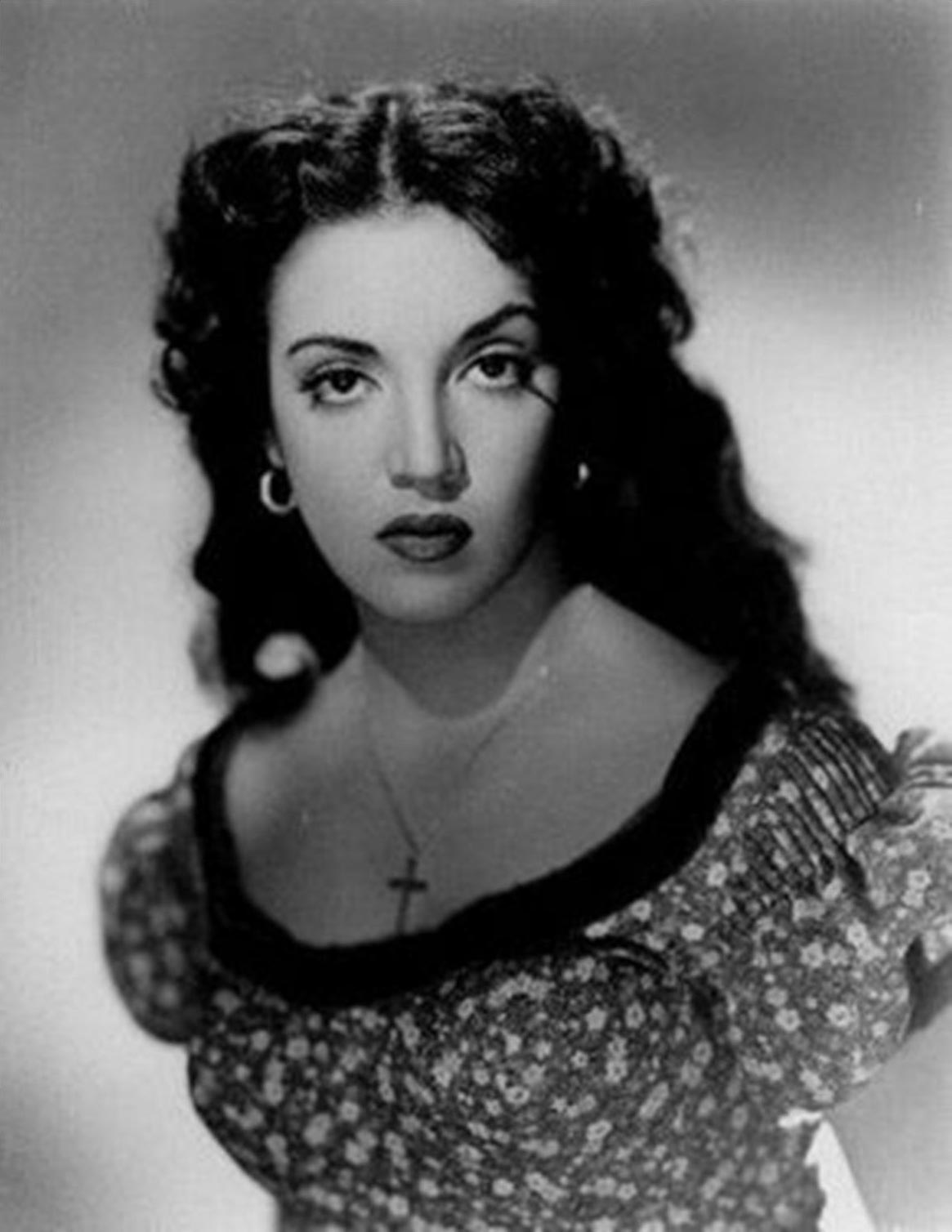
Katy Jurado
(1924–2002)

- Francisco Raúl Villalobos Padilla (* 1. Februar 1921; † 3. Februar 2022), römisch-katholischer Bischof von Saltillo
- Rodrigo Ruiz Zárate (* 13. März 1921; † 1999 ebenda), Fußballspieler
- Francisco Castorena (* 17. September 1921; † 24. Mai 2008), Fußballspieler
- Salvador Mota (* 10. April 1922; † 10. Februar 1986), Fußballtorwart
- Adolfo Romero (* 4. Dezember 1922; † ?), Radrennfahrer
- Tom Fears (* 31. Dezember 1922; † 4. Januar 2000 in Kalifornien, USA), US-amerikanischer American-Football-Spieler und -Trainer
- Adalberto López (* 4. Juli 1923; † 1996), Fußballspieler
- Lupita Palomera (* 12. Dezember 1923; † 25. November 2009), Sängerin und Schauspielerin
- Katy Jurado (* 16. Januar 1924; † 5. Juli 2002 in Cuernavaca), Schauspielerin
- Juan Gómez (* 26. Juni 1924; † 9. Mai 2009), Fußballspieler
- Fernando Figueroa (* 2. Juli 1925; † 22. Februar 2011), Fußballspieler
- Fernando Casanova (* 24. November 1925; † 16. November 2012), Schauspieler
- Francisco Flores Córdoba (* 12. Februar 1926; † 13. November 1986, ebenda), Fußballspieler
- Moisés González Navarro (* 6. März 1926; † 10. Februar 2015), Schriftsteller[8]
- Tony Camargo (* 1. Juni 1926; † 5. August 2020), Sänger
- Juan Jasso (* 21. August 1926; † 23. Juli 2002 ebenda), Fußballspieler
- Luis Vázquez (1926; † 5. Februar 2007), Fußballspieler
- Enrique Ladrón de Guevara (* 17. Januar 1927; † 27. Februar 2014), Springreiter und Fußballfunktionär
- Raúl Córdoba (* 13. März 1924; † 17. Mai 2017), Fußballtorwart
- Guillermo Corona Muñoz (* 16. April 1927), Botschafter
- Jesús Ponce (1929–2024), Fußballspieler und -trainer

### 1931–1940

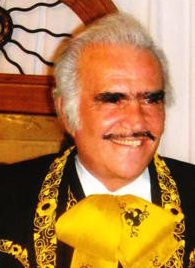
Vicente Fernández
(1940–2021)

- Laura Urdapilleta (* 2. Februar 1932; † 11. Februar 2008), Primaballerina
- María Victoria (* 26. Februar 1933), Sängerin
- Marco Antonio Muñiz (* 3. März 1933), Sänger
- Vicente Leñero Otero (* 9. Juni 1933; † 3. Dezember 2014), Schriftsteller und Journalist
- Héctor Pérez Plazola (* 2. Juli 1933; † 10. Juni 2015), Politiker (PAN)
- Crescencio Gutiérrez (* 26. Oktober 1933; † Juli 2025), Fußballspieler
- Hugo Gutiérrez Vega (* 11. Februar 1934; † 25. September 2015), Botschafter
- Guillermo Sepúlveda (* 28. Februar 1934), Fußballspieler
- Felipe Tejeda García (* 21. Januar 1935; † 9. April 2018), römisch-katholischer Geistlicher, Weihbischof in Mexiko-Stadt
- Raúl Arellano (* 28. Februar 1935; † 12. Oktober 1997 ebenda), Fußballspieler
- Juan Bosco (* 2. September 1935), Fußballspieler
- Héctor Hernández (* 6. Dezember 1935; † 15. Juni 1984 ebenda), Fußballspieler
- José Becerra (* 15. April 1936; † 6. August 2016 in Guadalajara), Boxer (Bantamgewicht)
- Antonio Palafox (* 28. April 1936), Tennisspieler
- Salvador Reyes (* 20. September 1936; † 29. Dezember 2012), Fußballspieler
- Álvaro Gaxiola (* 26. Januar 1937; † 18. August 2003), Wasserspringer
- Arturo Chaires (* 14. März 1937; † 18. Juni 2020), Fußballspieler
- Jesús del Muro (* 30. November 1937; † 3. Oktober 2022), Fußballspieler
- Sabás Ponce (* 13. Januar 1937; † 4. Oktober 2021), Fußballspieler und achtmaliger mexikanischer Meister
- José Mercado (* 29. Mai 1938; † 8. Dezember 2013), Radrennfahrer
- Ignacio Salas Gallardo (* 30. Juli 1938; † 26. Oktober 2003), Fußballspieler
- Ignacio Jáuregui (* 31. Juli 1938), Fußballspieler und -trainer
- Raúl Arellano Gallo (* 17. Januar 1939), Fußballspieler
- Margarita Cordova (* 26. Februar 1939), Schauspielerin[9]
- José Dumbo Rodríguez (* 28. März 1939; † 1. Januar 2015), Fußballspieler
- Salvador Lima (* 1940), Fußballspieler
- Gilda Cruz-Romo (* 12. Februar 1940; † 30. Juni 2025), Opernsängerin (Sopran)
- Vicente Fernández (* 17. Februar 1940; † 12. Dezember 2021), Ranchera-Sänger
- Severo de Sales (* 28. November 1940), Fußballspieler

### 1941–1950

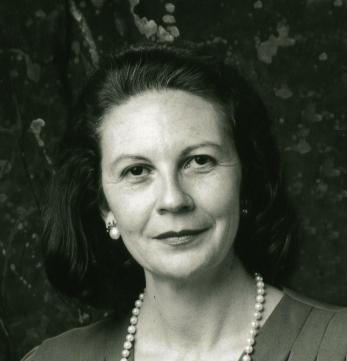
Elena Camarena
(* 1950)

- Juan Humberto Gutiérrez Valencia (* 27. Juni 1941), römisch-katholischer Geistlicher, emeritierter Weihbischof in Guadalajara
- Francisco Jara (* 3. Februar 1941; † 2. Februar 2024), Fußballspieler
- Ignacio Sevilla (* 30. September 1941; † 15. November 2016), Fußballspieler
- Javier Vargas Rueda (* 22. November 1941), Fußballtorwart
- Javier Valdivia (* 4. Dezember 1941), Fußballspieler
- Humberto Medina (* 5. September 1942; † 24. November 2011), Fußballspieler
- Jesús Mendoza Rivas (* 12. November 1942), Fußballspieler
- Arturo Jáuregui (* 1943), Fußballspieler
- Rodolfo Jáuregui (* 15. April 1943; † 17. November 2003), Fußballspieler
- Gilberto Rodríguez Rivera (* 6. Mai 1943), Fußballtorwart
- Carlos Calderón (* 13. Dezember 1943), Fußballspieler
- Ignacio Calderón (* 13. Dezember 1943), Fußballtorwart
- Gregorio Villalobos (* 1944), Fußballspieler
- Rodolfo González (* 16. Dezember 1945), Boxer
- Gloria Careaga Pérez (* 28. Januar 1947), Sozialpsychologin
- Alberto Onofre (* 5. Juli 1947), Fußballspieler
- Oscar Campos Contreras (* 18. September 1947), katholischer Geistlicher, Bischof von Ciudad Guzmán
- Pepe Delgado (* um 1948), Fußballspieler
- Claudio Báez (* 23. März 1948; † 19. November 2017), Schauspieler[10]
- Pedro Damián Álvarez (* 23. Februar 1949), Fußballspieler
- Jaime López Salazar (* 20. April 1949; † 27. Juni 1974 ebenda), Fußballspieler
- José Luis Herrera (* 21. Juni 1949; † 27. September 2005), Fußballspieler
- Salvador Navarro (* 1950; † 2004), Fußballspieler
- Jorge Alarcón Collignon (* 1. März 1950), Unternehmer und Fußballfunktionär
- Héctor Brambila (* 8. Juli 1950), Fußballspieler
- Enrique Vázquez del Mercado (* 31. Juli 1950; † 16. Juni 2011), Fußballspieler
- Elena Camarena (* 1. Dezember 1950), mexikanisch-deutsche Pianistin

### 1951–1960

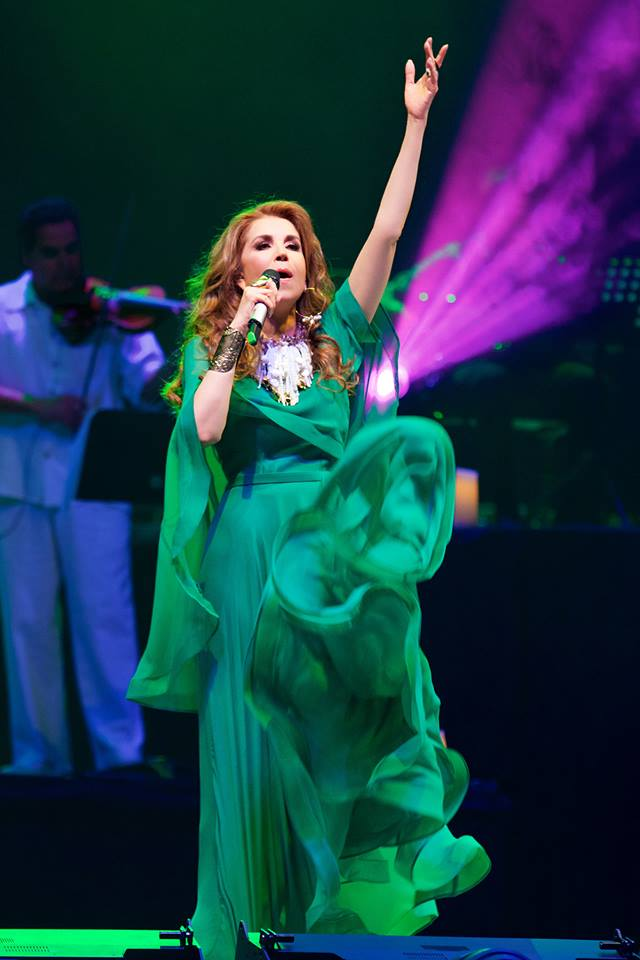
Guadalupe Pineda
(* 1955)

- José Luis Real (* 6. Juni 1952), Fußballspieler
- Guillermo Torres (1952–2014), Fußballspieler
- Tonita Castro (* 8. Januar 1953; † 8. Mai 2016), US-amerikanische Nachrichtensprecherin und Schauspielerin mexikanischer Herkunft
- José de Jesús Aceves (* 9. Februar 1953), Fußballspieler
- Hugo Díaz de la Paz (* 1. März 1953), Fußballspieler
- Ricardo Castillo (* 11. Mai 1954), Lyriker
- Guadalupe Pineda (* 23. Februar 1955), Sängerin
- Jorge Vergara (* 3. März 1955; † 15. November 2019 in New York City), Unternehmer und Eigentümer mehrerer Fußballvereine
- Francisco Daniel Rivera Sánchez (* 15. Oktober 1955; † 18. Januar 2021), Ordensgeistlicher, Generaloberer und Weihbischof in Mexiko-Stadt
- Fernando Quirarte (* 17. Mai 1956), Fußballspieler
- Juan Palomar Verea (* 10. Juli 1956), Architekt
- Ricardo Márquez Ramos (* 26. Oktober 1956), Fußballspieler
- Luis Gilberto Plascencia (* 4. Februar 1957), Fußballspieler
- Juan Manuel Muñoz Curiel (* 12. März 1958), römisch-katholischer Ordensgeistlicher, Weihbischof in Guadalajara
- José Gutiérrez Fernández (* 1958; † 29. März 2017 in El Salto), Fußballspieler
- Javier Ledesma (* 19. September 1958), Fußballtorwart
- Fernando Dávalos (* 30. Mai 1959), Fußballspieler
- Víctor Manuel Rodríguez (* 5. Dezember 1959), Fußballspieler
- Jorge Vaca (* 14. Dezember 1959), Boxer
- Jorge Muñiz (* 1. Mai 1960), Schauspieler, Sänger und Moderator

### 1961–1970

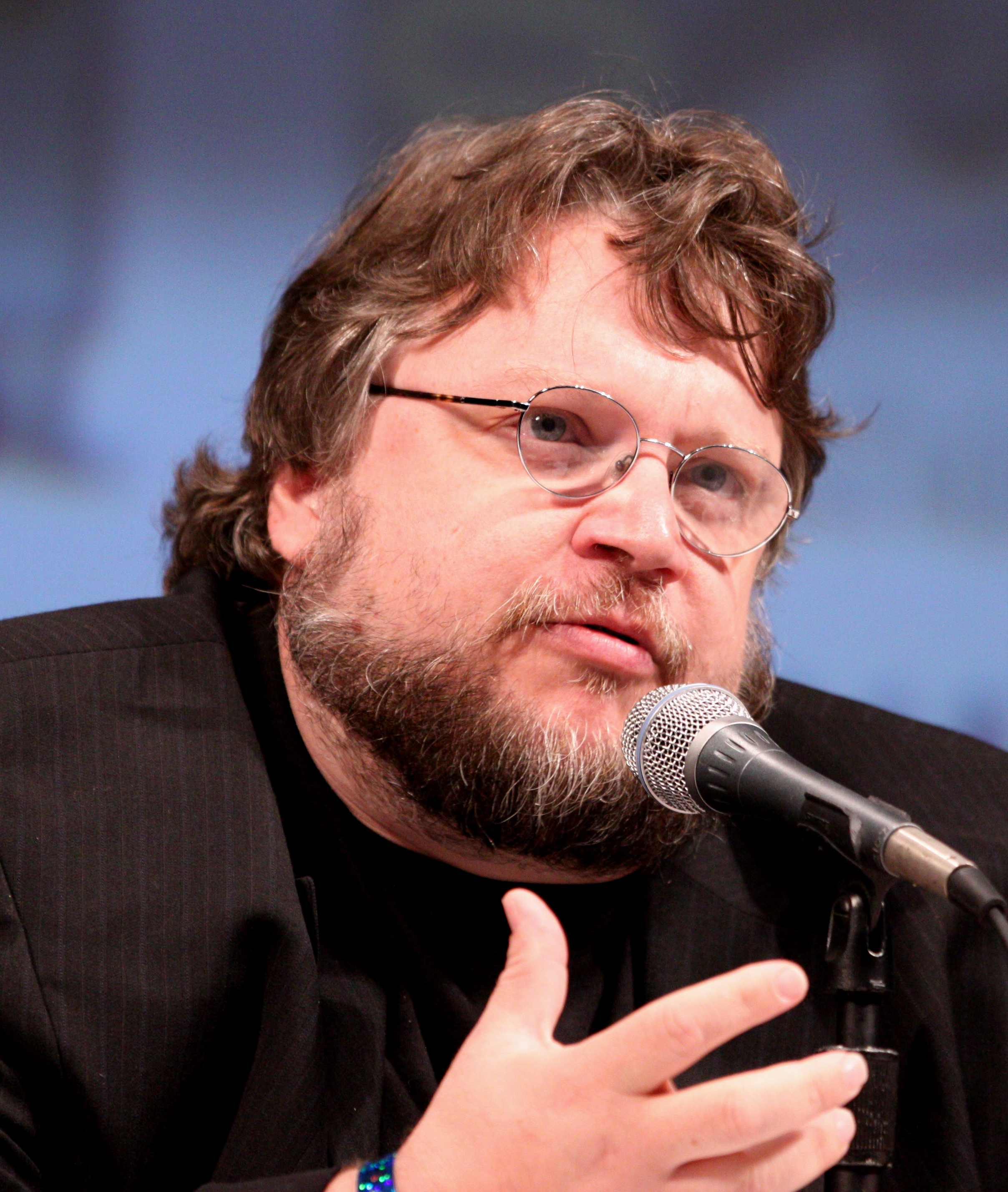
Guillermo del Toro
(* 1964)

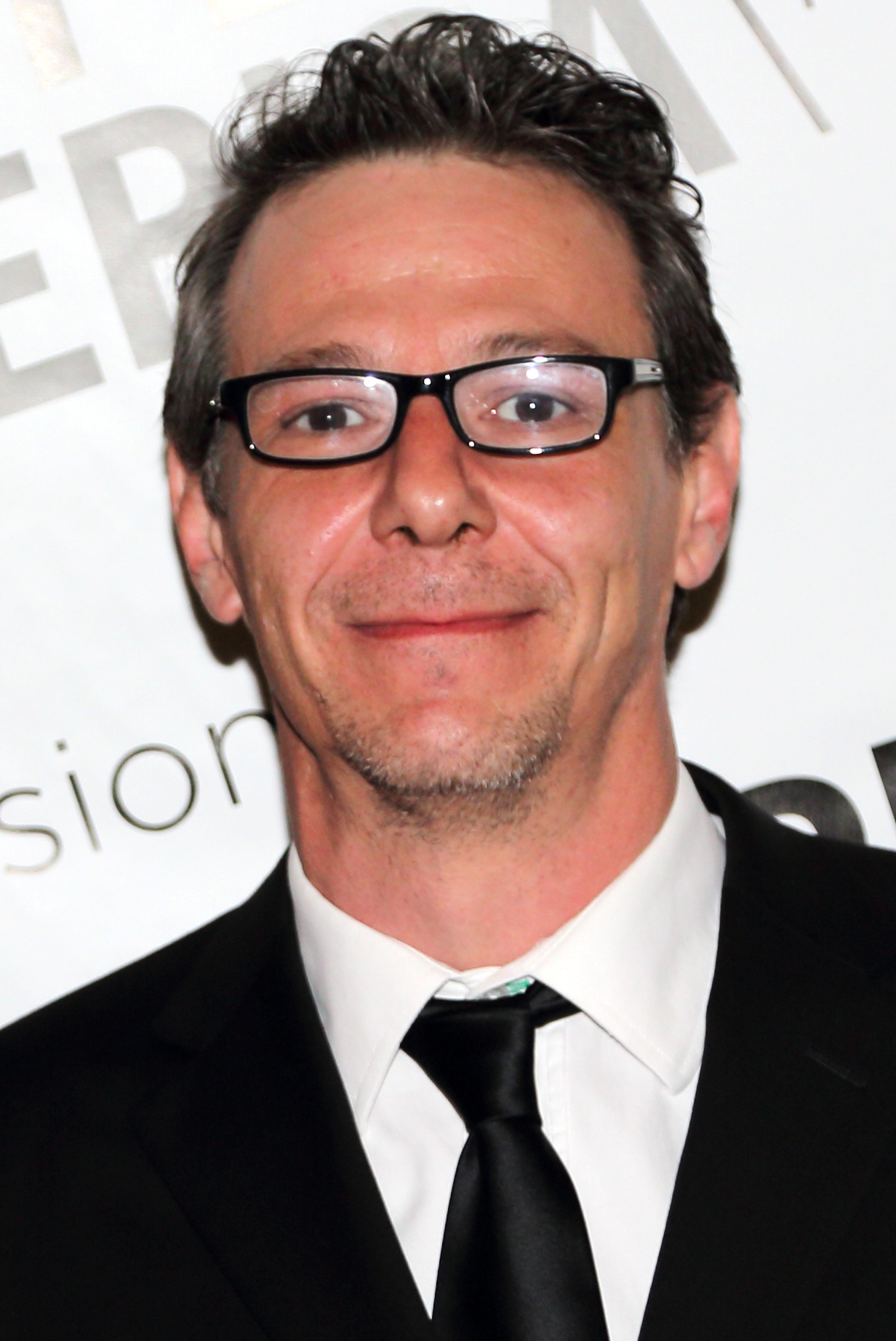
Álvaro Enrigue
(* 1969)

- Antonio Urrutia (* 27. September 1961), Filmregisseur und Autor
- Jaime León (* 22. Dezember 1961), Fußballspieler
- Juan María Huerta Muro (* 9. April 1962), römisch-katholischer Bischof von Xochimilco
- Rafael Rojas (* 15. September 1962; † 18. Januar 2022), Opernsänger
- Eduardo de la Torre (* 4. Dezember 1962), Fußballspieler und -trainer
- Ramón Salazar Estrada (* 17. Mai 1963), römisch-katholischer Geistlicher, Weihbischof in Guadalajara
- Néstor de la Torre Menchaca (* 23. Juli 1963), Fußballspieler und -funktionär
- Manuel González Villaseñor (* 16. Dezember 1963), römisch-katholischer Geistlicher, Weihbischof in Guadalajara
- Alfredo Rodríguez Mitoma (* 11. April 1964), Fußballspieler
- Rita Guerrero (* 22. Mai 1964; † 11. März 2011), Schauspielerin und Sängerin[11]
- Guillermo del Toro (* 9. Oktober 1964), Regisseur und Filmproduzent
- Humberto Romero (* 11. Oktober 1964), Fußballspieler
- Marco Antonio Fabián Vázquez (* 26. Dezember 1964), Fußballspieler
- Velia Eguiluz Soto (* 1. April 1965), Beachvolleyballspielerin
- Sergio Pacheco (* 25. Oktober 1965), Fußballspieler
- José Manuel de la Torre (* 13. November 1965), Fußballspieler und -trainer
- Octavio Mora (* 28. November 1965), Fußballspieler und -trainer
- Daniel Guzmán (* 31. Dezember 1965), Fußballspieler und -trainer
- Agustín Moreno (* 31. März 1967), Tennisspieler
- Rafael Gutiérrez (* 8. September 1967), Fußballspieler
- Luis Alfonso Sosa (* 5. Oktober 1967), Fußballspieler und -trainer
- Mauricio González Alcerreca (* 26. Dezember 1967), Fußballspieler
- Carlos Briones (* 16. Juni 1968), Fußballspieler
- José María Higareda (* 16. Juni 1968), Fußballspieler
- Rubén Hernández Sánchez (* 10. Juli 1968), Fußballspieler und -trainer
- Salvador Luis Reyes (* 28. September 1968), Fußballspieler
- Eduardo Muñoz Ochoa (* 13. Oktober 1968), römisch-katholischer Geistlicher, Bischof von Autlán
- Álvaro Enrigue (* 1969), Schriftsteller
- Víctor Santos Inchaurregui (* 2. März 1969), Fußballspieler
- Felipe de Jesús Robles (* 26. März 1969), Fußballspieler
- Pedro Fernández (* 28. September 1969), Sänger
- Ricardo Cadena (* 23. Oktober 1969), Fußballspieler
- Alberto Macías (* 28. Dezember 1969), Fußballspieler
- Leopoldo Castañeda (* 6. Januar 1970), Fußballspieler
- Camilo Romero (* 30. März 1970), Fußballspieler
- Luis Alberto Flores (* 22. Mai 1970), Fußballspieler und -trainer
- Mayra Huerta (* 14. September 1970), Beachvolleyballspielerin
- Mario Arteaga (* 29. November 1970), Fußballspieler und -trainer
- Héctor López Alvarado (* 13. Dezember 1970), römisch-katholischer Geistlicher, Weihbischof in Guadalajara

### 1971–1980

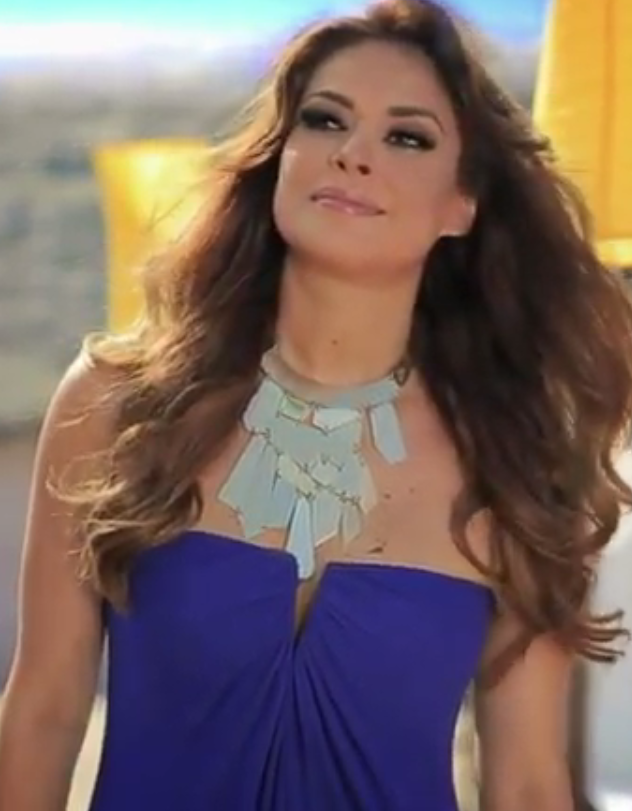
Galilea Montijo
(* 1973)

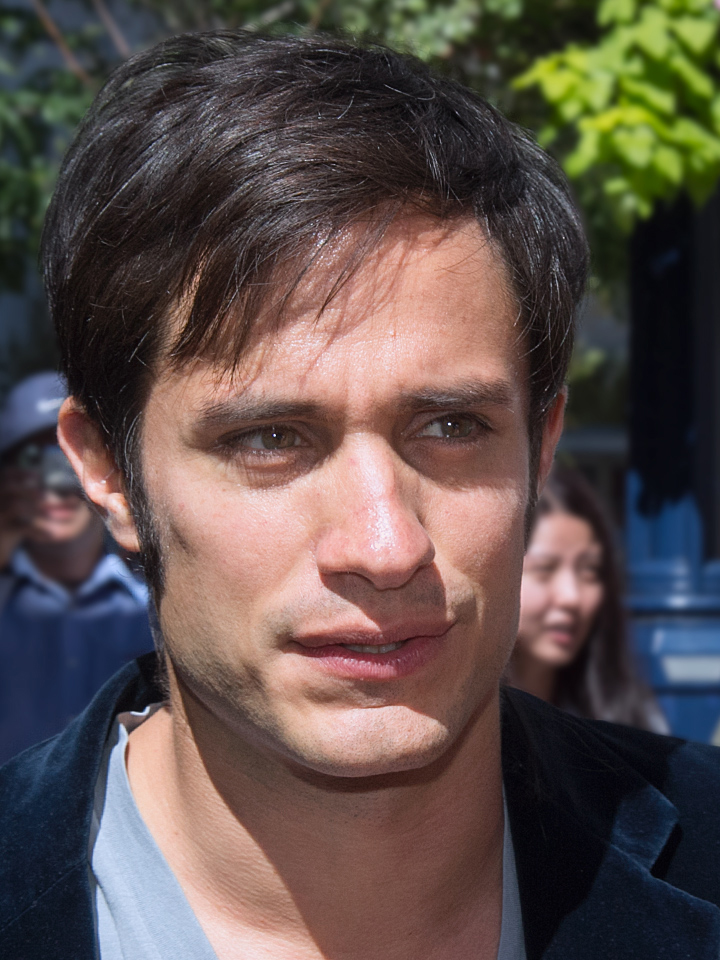
Gael García Bernal
(* 1978)

- Agustin Aguayo (* 1971), Veteran des Irakkriegs und Deserteur
- Guillermo Hernández Medina (* 18. Februar 1971), Fußballspieler
- Alejandro Fernández (* 24. April 1971), Ranchera- und Latin-Pop-Sänger
- Juan José Balcázar (* 18. Juni 1971), Fußballspieler
- Manuel Martínez Íñiguez (* 3. Januar 1972), Fußballspieler
- Gilberto Adame (* 31. Mai 1972), Fußballspieler
- Mario Bueno (* 25. November 1972), Fußballspieler
- Juan Pablo Villalobos (* 1973), Schriftsteller und Unternehmer
- Noe Zárate (* 11. Mai 1973), Fußballspieler
- Galilea Montijo (* 5. Juni 1973), Fernsehschauspielerin und -moderatorin
- José Manuel Abundis (* 11. Juni 1973), Fußballspieler
- Alejandro González (* 11. August 1973), Boxer
- Javier Jáuregui (* 5. September 1973; † 11. Dezember 2013), Boxer
- Oswaldo Sánchez (* 21. September 1973), Fußballtorwart
- Adán Núñez (* 27. Februar 1974), Fußballspieler
- Gustavo Sedano (* 6. März 1974), Fußballspieler
- Joel Sánchez Ramos (* 17. August 1974), Fußballspieler
- Erika Tatiana Camacho (* 3. September 1974), amerikanische Mathematikerin und Hochschullehrerin
- Javier Rosas (* 25. September 1974), Triathlet[12]
- Jacqueline Arroyo (* 22. Juni 1975), Schauspielerin[13]
- Omar Blanco (* 17. Juli 1975), Fußballspieler
- Paulo César Chávez (* 7. Januar 1976), Fußballspieler
- Héctor Eduardo Castro Jiménez (* 10. Februar 1976), Fußballspieler
- Iyari Limon (* 8. April 1976), US-amerikanische Schauspielerin
- Omar Nino Romero (* 12. Mai 1976), Boxer im Halbfliegengewicht
- Pável Pardo (* 26. Juli 1976), Fußballspieler
- Carlos Humberto González (* 3. November 1977), Fußballspieler und -trainer
- Héctor Valenzuela (* 27. Februar 1978), Fußballspieler
- Johnny García López (* 19. Juli 1978), Fußballspieler
- Jair García (* 25. Oktober 1978), Fußballspieler
- Gael García Bernal (* 30. November 1978), Schauspieler
- Juan Pablo Alfaro (* 2. März 1979), Fußballspieler
- Daniel Osorno (* 16. März 1979), Fußballspieler
- Mario Méndez (* 1. Juni 1979), Fußballspieler
- Fernando Salazar (* 13. Juli 1979), Fußballspieler
- Luis Ernesto Michel (* 21. Juli 1979), Fußballtorwart
- Rafael Medina (* 8. Oktober 1979), Fußballspieler
- Jacqueline Bracamontes (* 23. Dezember 1979), Schauspielerin und Model
- Jashia Luna (* 28. Dezember 1979), Wasserspringerin
- Adriana Corona (* 7. April 1980), Triathletin[14]
- Ruben Kihuen (* 25. April 1980), US-amerikanischer Politiker
- Alfonso Gómez (* 28. Oktober 1980), Boxer

### 1981–1990

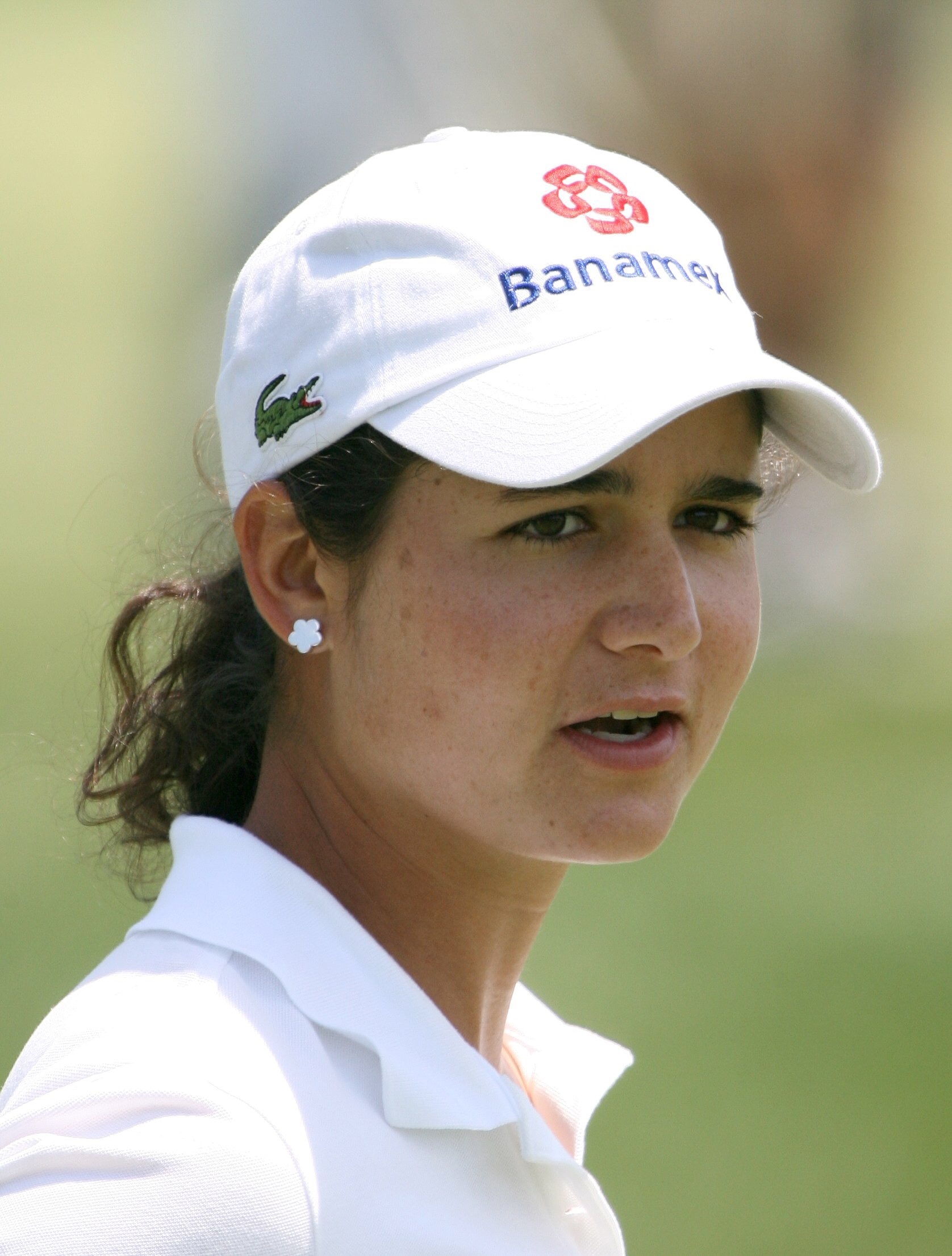
Lorena Ochoa
(* 1981)

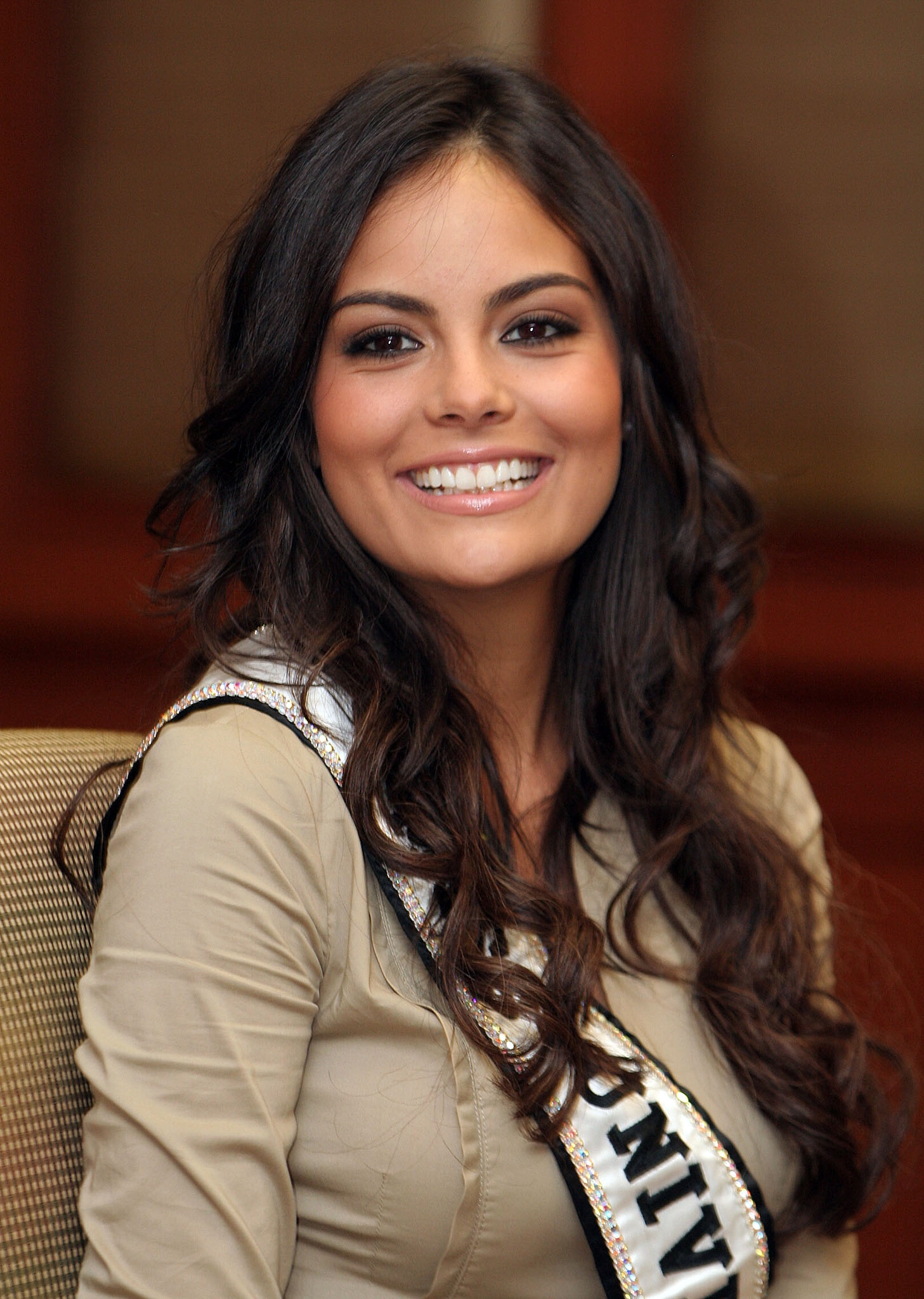
Ximena Navarrete
(* 1988)

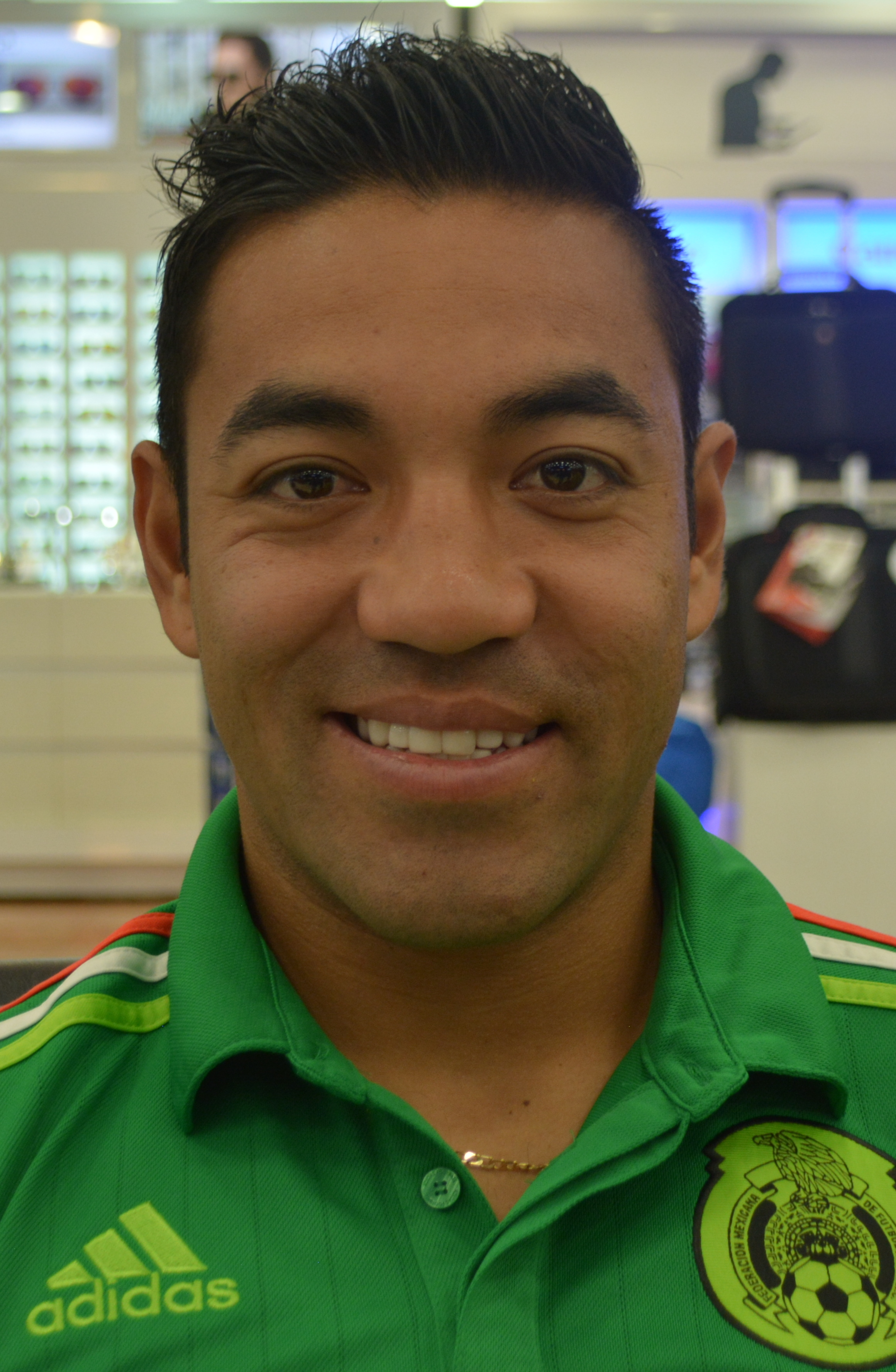
Marco Fabián
(* 1989)

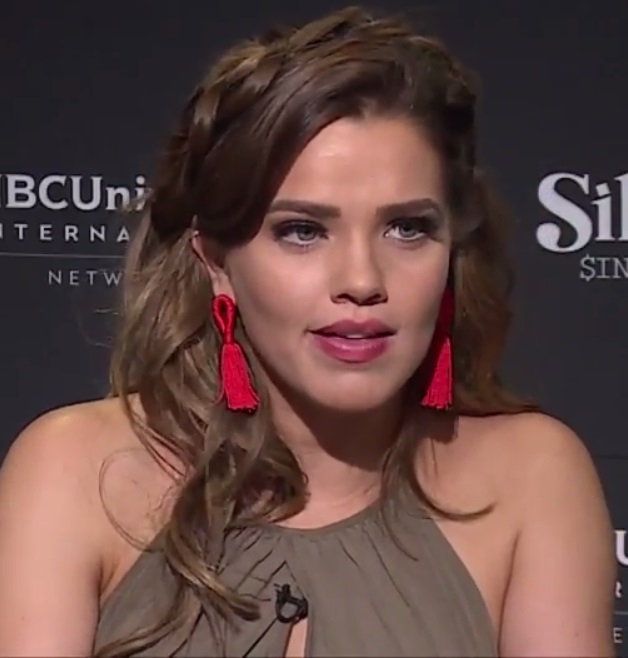
Thali García
(* 1990)

- Jesús Corona (* 26. Januar 1981), Fußballtorwart
- Manuel Garcia-Rulfo (* 25. Februar 1981), Schauspieler
- Lucila Venegas (* 23. April 1981), Fußballschiedsrichterin
- Ulises Solis (* 28. August 1981), Boxer
- Luis Alonso Sandoval (* 27. September 1981), Fußballspieler
- Lorena Ochoa (15. November 1981), Golferin
- Oswaldo Novoa (* 2. Februar 1982), Boxer
- Omar Aguayo (* 8. April 1982), Fußballspieler
- Jorge Barrera (* 1. Juli 1982), Fußballspieler
- Víctor Terrazas (* 11. Februar 1983), Boxer
- Edgar Dueñas (* 5. März 1983), Fußballspieler
- Mónica Vergara (* 2. Mai 1983), Fußballspielerin
- Juan René Serrano (* 23. Februar 1984), Bogenschütze
- Juan Ignacio González (* 8. Juli 1984), Fußballspieler
- Juan Son (* 24. November 1984), Sänger und Komponist der experimentellen Musik
- Renato Rivera (* 17. Juni 1985), Fußballspieler
- Gabriela Medina (* 3. Juli 1985), Leichtathletin
- Guillermo Ochoa (* 13. Juli 1985), Fußballtorwart
- Sergio Rodríguez Muñoz (* 19. August 1985), Fußballspieler
- Ximena Sariñana (* 29. Oktober 1985), Sängerin und Schauspielerin
- Abner Mares (* 28. November 1985), Profiboxer
- Emilio López Navarro (* 10. Mai 1986), Fußballspieler
- Max Pérez (* 8. Juni 1986), Fußballspieler
- Eduardo Vélez (* 26. Juli 1986), Bogenschütze
- Andrés Guardado (* 28. September 1986), Fußballspieler
- Tania Morales (* 22. Dezember 1986), Fußballspielerin
- Miguel Vázquez (* 6. Januar 1987), Boxer
- Marcelo Michel Leaño (* 14. Februar 1987), Fußballtrainer
- Yahel Castillo (* 6. Juni 1987), Wasserspringer
- Omar Arellano Riverón (* 18. Juni 1987), Fußballspieler
- Miguel Ángel Reyes Varela (* 21. Juni 1987), Tennisspieler
- Amaury Vergara (* 20. September 1987), Unternehmer
- José Daniel Guerrero (* 18. November 1987), Fußballspieler
- Ximena Navarrete (* 22. Februar 1988), Model und Miss Universe 2010
- Arturo Ledesma (* 25. Mai 1988), Fußballspieler
- Chicharito (Javier Hernández; * 1. Juni 1988), Fußballspieler
- Adrián Aldrete (* 14. Juni 1988), Fußballspieler
- Edgar Mejía (* 17. Juli 1988), Fußballspieler
- Julián Sánchez (* 22. August 1988), Wasserspringer
- Sandra Ramírez (* 8. Januar 1989), Fußballschiedsrichterassistentin
- Néstor Calderón (* 14. Februar 1989), Fußballspieler
- Néstor Vidrio (* 23. März 1989), Fußballspieler
- Jessica Benítes (* 10. April 1989), Fußballspielerin
- Antonio Gallardo (* 19. April 1989), Fußballspieler
- Marco Fabián (* 21. Juli 1989), Fußballspieler
- Diego Yépez (* 13. September 1989), Radrennfahrer
- Liborio Sánchez (* 9. Oktober 1989), Fußballspieler
- Sergio Pérez (* 26. Januar 1990), Rennfahrer
- Thali García (* 14. März 1990), Schauspielerin
- Ricardo Michel Vázquez (* 15. Mai 1990), Fußballspieler
- Saúl Álvarez (* 18. Juli 1990), Profiboxer

### 1991–2000

Carlos Salcedo
(* 1993)

- Jorge Mora (* 16. Januar 1991), Fußballspieler
- Ulises Dávila (* 13. April 1991), Fußballspieler
- Néstor Araujo (* 29. August 1991), Fußballspieler
- Jorge Blanco (* 19. Dezember 1991), Schauspieler und Sänger
- Martín Hernández (* 19. Januar 1992), Schauspieler
- Germán Sánchez (* 24. Juni 1992), Wasserspringer
- José Antonio Rodríguez Romero (* 4. Juli 1992), Fußballtorwart
- Luis Ángel Morales (* 22. Oktober 1992), Fußballspieler
- Giovani Hernández (* 4. Januar 1993), Fußballspieler
- Erick Torres Padilla (* 19. Januar 1993), Fußballspieler
- Hedgardo Marín (* 21. Februar 1993), Fußballspieler
- Adriana Iturbide (* 27. März 1993), Fußballspielerin
- Carlos Cisneros (* 30. August 1993), Fußballspieler
- Alberto Jorge García (* 26. September 1993), Fußballspieler
- Carlos Salcedo (* 29. September 1993), Fußballspieler
- Luis Patiño (* 6. Oktober 1993), Tennisspieler
- Iván García (* 25. Oktober 1993), Wasserspringer
- Giovani Casillas (* 4. Januar 1994), Fußballspieler
- Antonio Briseño (* 5. Februar 1994), Fußballspieler
- Ángel Zaldívar (* 8. Februar 1994), Fußballspieler
- Víctor Guzmán (* 3. Februar 1995), Fußballspieler
- Vanessa Sánchez (* 14. März 1995), Fußballspielerin
- Brenda Viramontes (* 24. April 1995), Fußballspielerin
- Jessica Salazar (* 21. September 1995), Bahnradsportlerin
- Gael Sandoval (* 5. November 1995), Fußballspieler
- Raúl Gudiño (* 22. April 1996), Fußballspieler
- Maria Fernanda Navarro Oliva (* 22. Juni 1996), Tennisspielerin
- José de Jesús Godínez (* 20. Januar 1997), Fußballspieler
- Paola Morán (* 25. Februar 1997), Leichtathletin
- Juan Aguayo (* 11. März 1997), Fußballspieler
- Alejandra Orozco (* 19. April 1997), Wasserspringerin
- Arlett Tovar (* 9. Mai 1997), Fußballspielerin
- Zellyka Arce (* 28. Juli 1997), Fußballspielerin
- Alan Cervantes (* 17. Januar 1998), Fußballspieler
- Miriam García (* 14. Februar 1998), Fußballspielerin
- Samara Alcalá (* 27. Februar 1998), Fußballspielerin
- Edson Torres (* 30. Juni 1998), Fußballspieler
- Óscar Macías (* 9. Juli 1998), Fußballspieler
- Victoria Acevedo (* 16. Januar 1999), Fußballspielerin
- Peso Pluma (* 15. Juni 1999), Sänger
- José Juan Macías (* 22. September 1999), Fußballspieler
- Eduardo Torres (* 19. Februar 2000), Fußballspieler
- Daniela Pulido (* 29. April 2000), Fußballspielerin
- Joseline Montoya (* 3. Juli 2000), Fußballspielerin
- César Huerta (* 3. Dezember 2000), Fußballspieler
- Araceli Torres (* 23. Dezember 2000), Fußballspielerin

## 21. Jahrhundert
- Nicole Pérez (* 2001), Fußballspielerin
- Ana Paula Ruvalcaba (* 2001), Fußballspielerin
- Miguel Gómez (* 2002), Fußballspieler
- Anette Vázquez (* 2002), Fußballspielerin
- Daniel Cuellar (* 2003), Eishockeyspieler
- Sebastián Pérez Bouquet (* 2003), Fußballspieler
- Nailea Vidrio (* 2003), Fußballspielerin
- Isabella Gutiérrez Alfaro (* 2004), Fußballspielerin
- Anacamila Hernández (* 2004), Fußballspielerin
- Gael García Ortega (* 2008), Fußballspieler

## Geburtsjahr unbekannt
- Irineo Alatorre (* 20. Jh.), Fußballspieler
- Vicente González Briseño (* 20. Jh.; † 8. November 1990), Fußballspieler
- Jesús Trelles (* 20. Jh.), Fußballspieler